# كريستير أبراهامسون
كريستير أبراهامسون (بالسويدية: Christer Abris)‏ هو لاعب هوكي الجليد سويدي، ولد في 8 أبريل 1947 في أوميو في السويد.

## وصلات خارجية
- كريستير أبراهامسون على موقع EliteProspects.com (الإنجليزية)
- كريستير أبراهامسون على موقع Eurohockey.com (الإنجليزية)
- كريستير أبراهامسون على موقع HockeyDB.com (الإنجليزية)
- كريستير أبراهامسون على موقع أوليمبيديا (الإنجليزية)
- كريستير أبراهامسون على موقع اللجنة الأولمبية السويدية (السويدية)